# Museu Arqueològic de Delfos
El Museu Arqueològic de Delfos (en grec modern: Αρχαιολογικό Μουσείο Δελφών) és un dels principals museus de Grècia i un dels més visitats del país. Depèn del Ministeri de Cultura de Grècia. El museu va ser fundat el 1903 i remodelat algunes vegades, alberga les descobertes de les restes trobades del temple de Delfos, que data de la prehistòria a l'antiguitat tardana.
Es troba organitzat en catorze sales en dues plantes, exposa sobretot escultura, entre elles el famós Auriga de Delfos i elements arquitectònics o ofrenes. A més a més de l'exposició, que abasta 2.270 m2, els fons i sales de conservació (mosaic, ceràmica i orfebreria) ocupen espais que arriben als 558 m². Disposa complements de vestíbul, cafeteria i serveis de botiga per als visitants.

## Història
El primer museu de Delfos va ser fundat pel banquer i filantrop Andreas Syngros, i construït el 1903 amb un projecte d'Albert Tournaire, per a rebre el resultats de les excavacions iniciades per arqueòlegs francesos el 1892.
L'edifici original, de dues ales, es va ampliar entre 1935 i 1936, i novament el 1958 per Patroclos Karantinos per tal d'allotjar la col·lecció sempre creixent amb noves troballes. L'organització de la col·lecció es va completar la primera fase el 1963. El 1975, amb la recuperació d'un torus cobert de plata i objectes criselefantins, part del laboratori de l'escultura i els dipòsits van ser adaptats com a sales d'exposicions, el museu es va ampliar novament el 1999 per adaptar-se als criteris museològics moderns, fent-se nous laboratoris i magatzems, una nova façana, un vestíbul i una cafeteria, a més a més de remodelar completament la seva exposició sistemàtica.

## Col·lecció

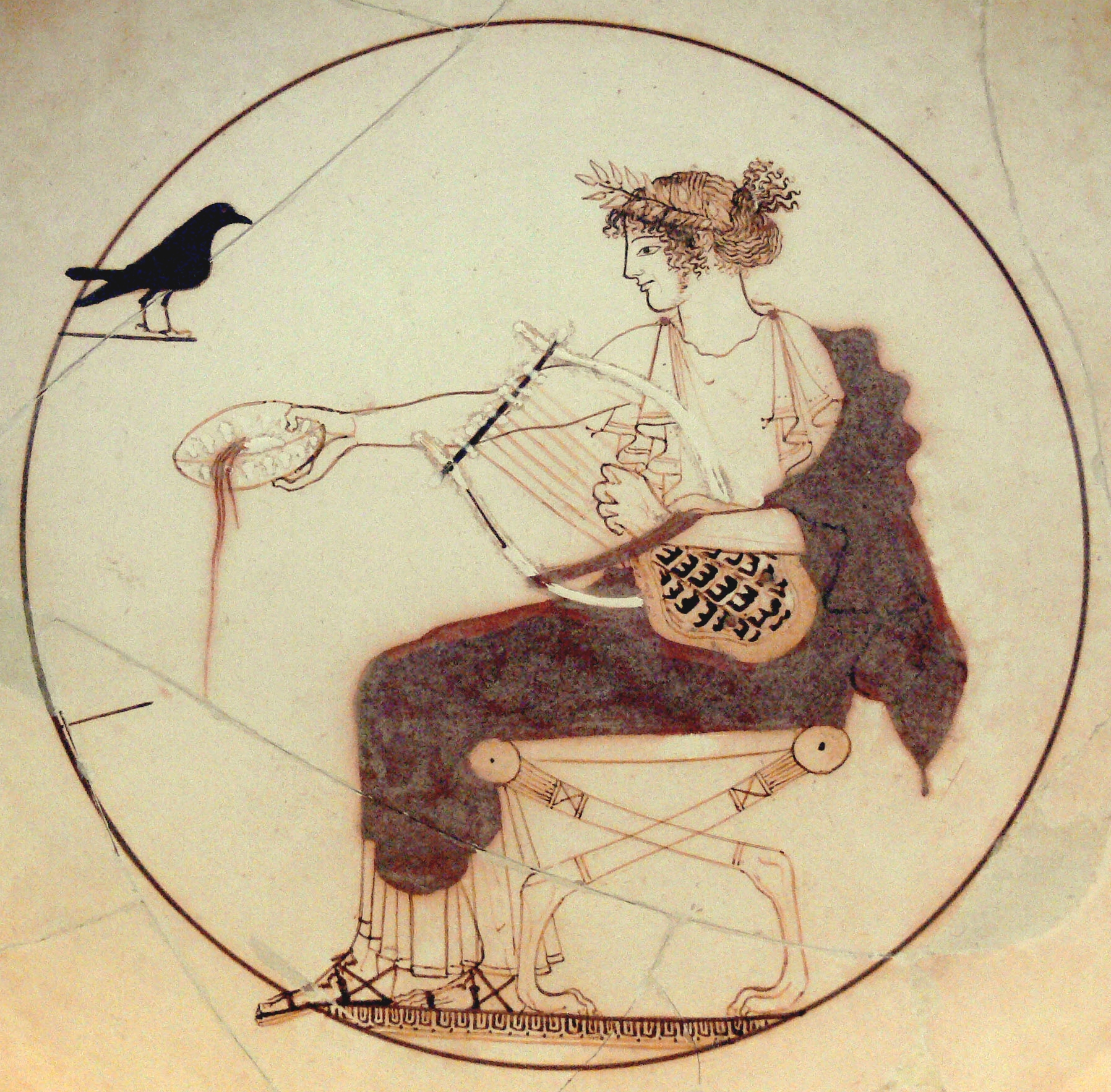
Apol·lo i el corb

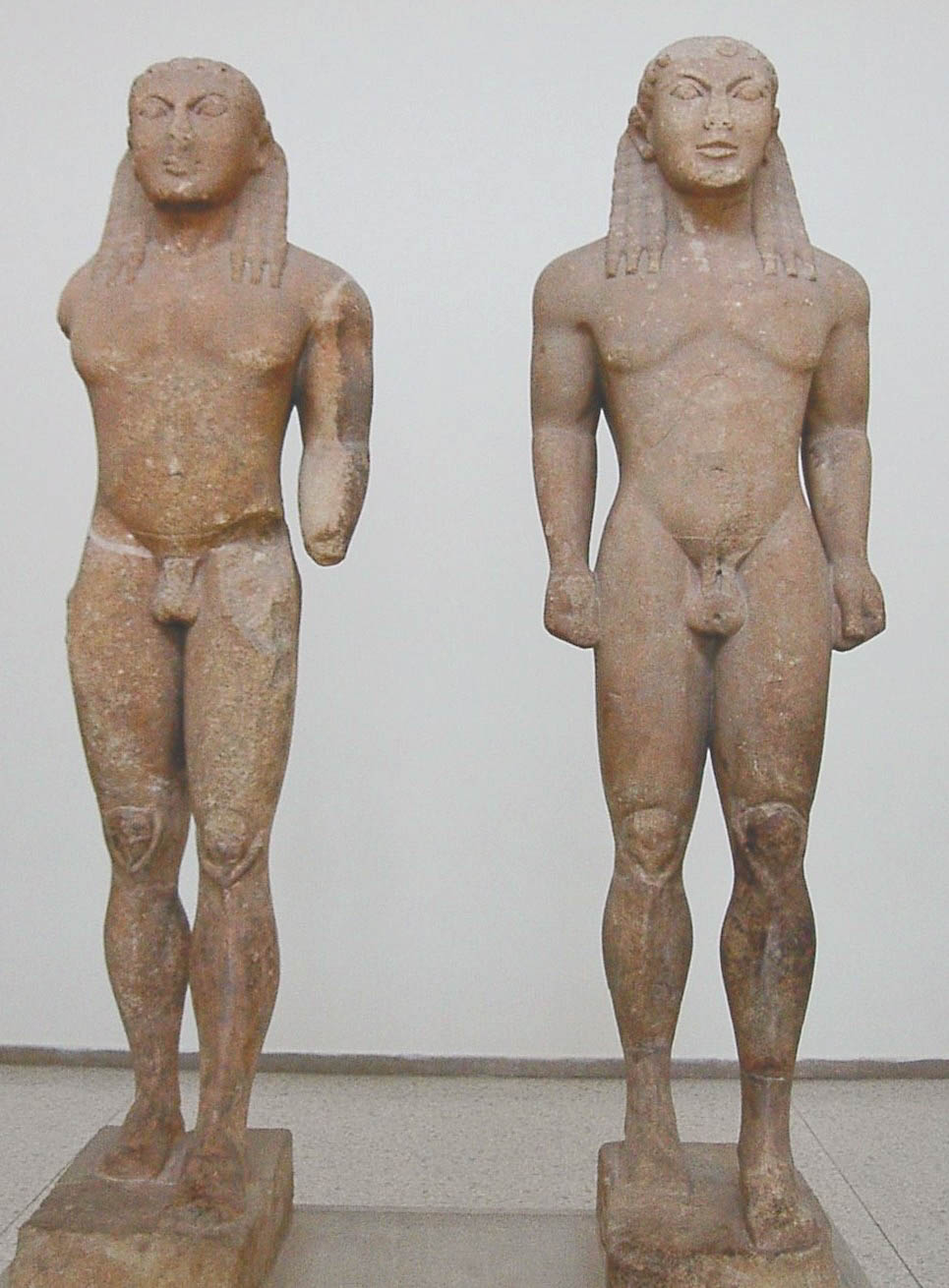
Kleobis i Biton

El museu està dedicat a la preservació de les troballes del jaciment arqueològic del santuari d'Apol·lo i voltants, incloent elements arquitectònics, estàtues i objectes votius que daten des de la prehistòria fins al final de l'edat antiga, amb una concentració en peces provinents del moment en què el temple gaudia de la seva major prosperitat i influència entre el període arcaic i l'època romana.
La col·lecció està organitzada cronològicament i les seves peces es contextualitzen amb l'ajut de mapes, textos i maquetes d'edificis reconstruïts de manera digital, per permetre una major comprensió de l'evolució històrica del lloc i la seva importància, així com la identitat dels diversos tallers artístics que van treballar allà i l'evolució urbana i demogràfica derivada de l'existència del santuari. Algunes de les seves obres més importants, com el famós Auriga de Delfos, s'exhibeixen en sales especials.
S'estructura principalment al voltant de les següents col·leccions: Santuari de Pronaia, capelles votives i de la Via Sacra, Temple d'Apol·lo i el Tresor de Sphinos, els elements dels quals estan disposats en diverses sales.
- Sales I i II: Orígens i primeres ofrenes del santuari. Aquesta sala presenta els inicis del santuari, abans de la creació del culte d'Apol·lo, i la transició cap al nou culte a través de petites estàtues micèniques i les plaques de Minos i trípodes, les primeres ofertes a la nova divinitat. Altres peces inclouen petxines de Creta i Xipre, estàtues de sirenes i imatges votives gregues d'estil geomètric, figures d'animals, joies i tot el kouros dedàlic, un petit nombre de grans estàtues de bronze precursor del segle vi aC.[3]
- Sala III: Període arcaic inicial. Amb un parell de kouroi possiblement representant Kleobis i Biton, a més a més d'un grup de peces en bronze i frisos del Tresor de Sifnos.[4]
- Sala IV. Via Sacra i capelles votives. Es mostren els resultats de la Via Sacra que arribava al temple, especialment les ofrenes dedicades als déus per diverses ciutats gregues del període arcaic, emmagatzemades en petites capelles, erigides prop de l'edifici principal.[5]
- Sala V: El tresor de Siphnos. Exposa els elements arquitectònics de la Tresoreria (capella votiva) de la Ciutat de Siphnos, incloent l'Esfinx de Naxos, frisos, part del frontó oriental i cariàtides.[5]
- Sala VI: Temple d'Apol·lo. Elements d'arquitectura de l'antic temple principal, amb les estàtues del frontó, que daten dels períodes arcaic i clàssic.[6]
- Sales VII i VIII: Tresor d'Atenes. Decoració escultòrica de la capella erigida pels atenesos junt amb frisos, mètopes, inscripcions d'himnes religiosos i el *acrotéri representant amazones a cavall.[7]
- Sala IX: Ofrenes del segle V aC. Inclou ofrenes i decoracions en escultura de terracota dels dos tresors dedicats a Atena Pronaia, el Tresor de Massàlia i el Tresor Dórico, a més a més de acroteris d'altres edificis.[7]
- Sala X: Tolos. La sala està dedicada al Tolos, l'edifici circular del santuari d'Atena Pronaia, amb elements arquitectònics i parts de decoració escultòrica.[7]
- Sala XI: Els períodes clàssic tardà i hel·lenístic. Amb ofrenes d'Omphalos, i una gran columna amb figures femenines dansant, a més a més d'una sèrie d'escultures d'aquests períodes.[7]
- Sala XII: Període hel·lenístic i romà. Amb frisos especials d'ofrenes d'Aemilius Paulus (el primer d'un grup d'edificis romans), l'altar de Pronaia, l'estàtua d'Antínous i d'altres peces representatives de metall i de pedra d'aquests períodes.[7]
- Sala XIII: L'Auriga. Dedicada a l'exposició individual de la famosa escultura que representa un conductor de carros, una de les poques representacions gregues originals de bronze.[8]
- Sala XIV: Decadència i fi del santuari. Il·lustra els últims segles de l'existència del Temple d'Apol·lo, amb els retrats dels emperadors romans i elements arquitectònics i votius que ja presenten símbols cristians.[8]